# Znalostní ekosystém
Znalostní ekosystém (anglicky knowledge ecosystem) je koncept, jenž spadá do oblasti managementu znalostí. Koncepce znalostního ekosystému vychází z ekologické teorie ekosystému, který je definován jako označení pro ucelenou část biosféry, jež ovšem není uzavřená a komunikuje s okolním prostředím (organismy a ekosystémy). V ekosystému znalostí jsou jako jednotlivé organismy chápány jednotlivé dílčí znalosti, které mezi sebou mají vztahy a vzájemně komunikují, přičemž mají jak konkurenční, tak kooperativní povahu. Podobně jako v přírodním ekosystému jednotlivé organismy zanikají a vznikají, popř. jsou v evolučním sledu nahrazovány, vyvíjejí a nahrazují se i jednotlivé znalosti. Ekosystém je také prostupný a otevřený vstupům i výstupům.
Podoba a velikost znalostního ekosystému záleží na zvolené analytické úrovni, jež je vybrána pro jeho deskripci. Za znalostní ekosystém je možné považovat znalosti, které tvoří koherentní celek v oblasti fungování firmy či společenství. Je ho možné definovat také jako: „komplexní a různorodý systém, jenž je tvořen lidmi, institucemi, organizacemi, technologiemi a procesy, jimiž je znalost vytvářena, sdělována, vstřebávána a používána.“ Znalostní ekosystém je autopoietický a schopný reagovat na nové podněty i okolní prostředí a lépe se s nimi vyrovnávat. Myšlenkové schéma ekosystému znalostí může být využito ve firmách, státní správě a v řadě dalších odvětví. Jako teoretická opora při jeho vytváření, správě a studiu mohou být využity, kromě managementu znalostí, také směry informační ekologie či ekologie znalostí.
Jako znalostní ekosystémy jsou v současnosti často označována také velká inovační centra jako je např. americké Silicon Valley. Bahrami a Evans jej charakterizovali ve svém článku americké inovační centrum jako „darwinistický dynamický, znalostní ekosystém“. V jeho rámci rozlišují čtyři kategorie: Původce znalostí, Správce líhní znalostí, Tvůrce znalostí, a Mazače znalostí. Jako Původce znalostí označují prvotní autory nápadů - např. výzkumné organizace, university, nadaní jedinci atd. Úlohu Správců líhní plní investoři, inkubační centra pro start-upy, granty atd. Tvůrci znalostí jsou progresivní start-upy a mladé firmy, které dobře zkombinují dvě předcházející kategorie. Jako Mazače znalostí pak označují ty, jenž znalostem usnadňují tok a podporují je poté, co jsou vygenerovány (advokáti, marketingoví specialisté atd.). V souvislosti s nástupem digitálních technologií a rozvojem společnosti sítí se ovšem jednotlivé znalosti nedrží na jednotlivých místech, ale šíří se ve virtuálním prostoru internetu. Definování konkrétních znalostních ekosystémů a jejich vztahů se tak stává těžší a výzvou pro další výzkum, popř. vznik nových disciplín jako např. digitální ekologie.